# 楊金美
楊金美（罗马拼音：Njoo Kiem Bie，1927年9月17日—2008年1月7日），印尼語名：，印尼前男子羽球運動員。
楊金美曾代表印尼參加1958年湯姆斯盃並贏得冠軍。在決賽挑戰三屆冠軍馬來亞隊的比賽中，他與陳景源搭檔雙打，先贏了連福安和林世合組合，但隨後輸給莊友明和黃德福組合，最後印尼以6-3贏得冠軍。
在個人項目中，他曾於1960年和1964年的贏得印尼男子雙打冠軍，並於1965年贏得印尼混合雙打冠軍。
退役後他曾擔任教練。